# 理查德·阿克塞尔

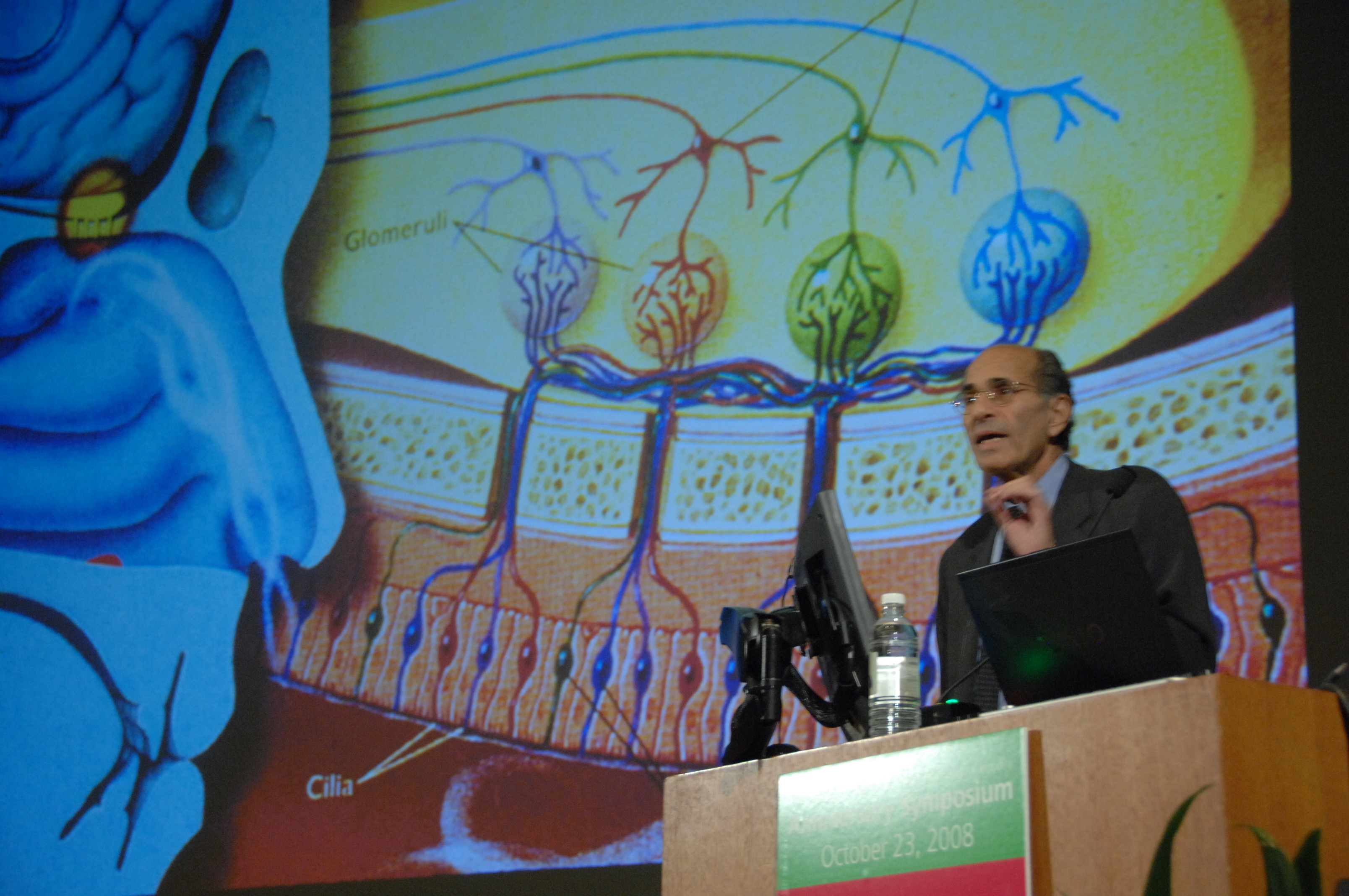
理查德·阿克塞尔

理查德·阿克塞尔（英語：Richard Axel，1946年7月2日—），美国医学科学家。他由于在嗅觉方面的卓越研究与琳达·巴克一起获得2004年诺贝尔生理学或医学奖。

## 经历
阿克赛尔出生于美国纽约州的纽约市，1963年毕业于史岱文森高中。1967年毕业于纽约哥伦比亚大学，1971年获约翰霍普金斯大学医学博士学位。1983年当选美国国家科学院院士。